# Шторер, Эберхард фон
Эберха́рд фон Што́рер (нем. Eberhard von Stohrer; 5 февраля 1883, Штутгарт — 7 марта 1953, Констанц) — немецкий дипломат, посол Германской империи.

## Биография
Сын вюртембергского генерала Эберхард фон Шторер в 1910 году оставил юридическую службу в Вюртемберге, чтобы начать дипломатическую карьеру. В 1913—1919 годах Шторер служил секретарём посольства Германии в Испании и создал в стране агентурную сеть, работавшую против западных держав, за что был награждён Железным крестом 2-й степени. С 1923 года Шторер руководил отделом печати министерства иностранных дел, с августа 1924 года — отделом кадров министерства в ранге министериаль-директора. Занимал дипломатические должности в посольствах Германии в Софии, Брюсселе и Лондоне, в ноябре 1926 года был направлен послом Германии в Королевстве Египет. В Каире Шторер представлял Германию на переговорах с египетским правительством о возврате в Египет бюста Нефертити, хранившегося в египетском отделе королевских прусских художественных собраний в Берлине. Переговоры закончились безрезультатно из-за категорической позиции Гитлера. В 1935 году Шторер был направлен послом Германии в Бухарест. В 1936 году вступил в НСДАП. В 1937 году Шторер был назначен послом Германии при правительстве путчистов и прибыл в Саламанку и впоследствии участвовал в тайных операциях по вовлечению франкистов в мировую войну. В 1941—1942 годах возглавлял посольство Германии в Мадриде, в 1943 году был отозван в Берлин, где до 1945 года служил в министерстве иностранных дел.